# Luchthaven Chabarovsk
Luchthaven Chabarovsk Novy (Russisch: Аэропорт Хабаровск Новый; Aeroport Khabarovsk Novy), is de luchthaven van de Russische stad Chabarovsk. De luchthaven ligt aan de oostzijde van de stad, en was het voornaamste knooppunt van de luchtvaartmaatschappij Dalavia, voor diens faillissement. Tegenwoordig dient de luchthaven als secundair knooppunt voor maatschappij Vladivostok Avia, en bediende 1.182.000 mensen in 2009.